# 松本理沙
松本 理沙（まつもと りさ、1989年2月2日 - ）は、日本の女優。兵庫県神戸市出身。ポエプラス所属。

## 略歴
2006年10月、レプロエンタテインメントが主催した「レプロガールズオーディション2006」でファイナリストとなる。

## 出演

### テレビドラマ
- 土曜ワイド劇場法医学教室の事件ファイル30（2010年1月9日、テレビ朝日）
- GTO 第11話（2012年9月11日、関西テレビ）
- 戦力外捜査官 第5話（2014年2月8日、日本テレビ）
- 下町ボブスレー（2014年3月、NHK BSプレミアム）
- そこをなんとか2 第4話（2014年8月24日、NHK BSプレミアム） - 絵真 役
- 花燃ゆ 第36話（2015年9月6日、NHK）
- 西村京太郎トラベルミステリー65 伊豆海岸殺人ルート（2016年2月6日、テレビ朝日）
- イップス 第10話（2024年6月14日、フジテレビ）

### 映画
- アラグレ II（2014年）
- 丑刻ニ参ル（2015年）
- ギャルソンヌ -2つの性を持つ女-（2017年）

### 舞台
- 櫻の園（2009年）
- 晒場慕情〜恋慕の木遣り唄〜（2014年1月）
- 舞台新耳袋3〜喫茶店奏鳴曲(カフェ・ソナタ)〜（2014年4月）
- 天満月のネコ（2014年5月）
- 大江戸バックドラフト（2014年10月）
- flow flow（2015年1月）
- 劇団コラソン 第34回公演「ジミヘン」（2015年8月）
- 劇団コラソン 第35回公演「ハローウィン」（2015年10月）
- かげろう（2016年8月）
- 劇団コラソン 第40回記念公演「ブタの穴」（2016年11月 - 12月）
- HYBRID PROJECT アトリエ公演 5th Satelite RANPO chronicle「憂鬱回廊」（2017年2月）
- マークドイエロー（2017年3月 - 4月）
- 〜ゴールデンウィーク"Ｗレディ"企画〜 Seedling公演「レディ・ゴー!」（2017年4月 - 5月）

### CM
- イオンモール「浜松市野10周年」（2015年）
- スシロー「400店舗達成記念!」（2015年）
- ファミリーマート「生まれ変わったファミマのパスタ 2015篇」（2015年）

### ミュージックビデオ
- Acid Black Cherry「眠り姫」（2009年）